# Diputación del General del Reino de Aragón

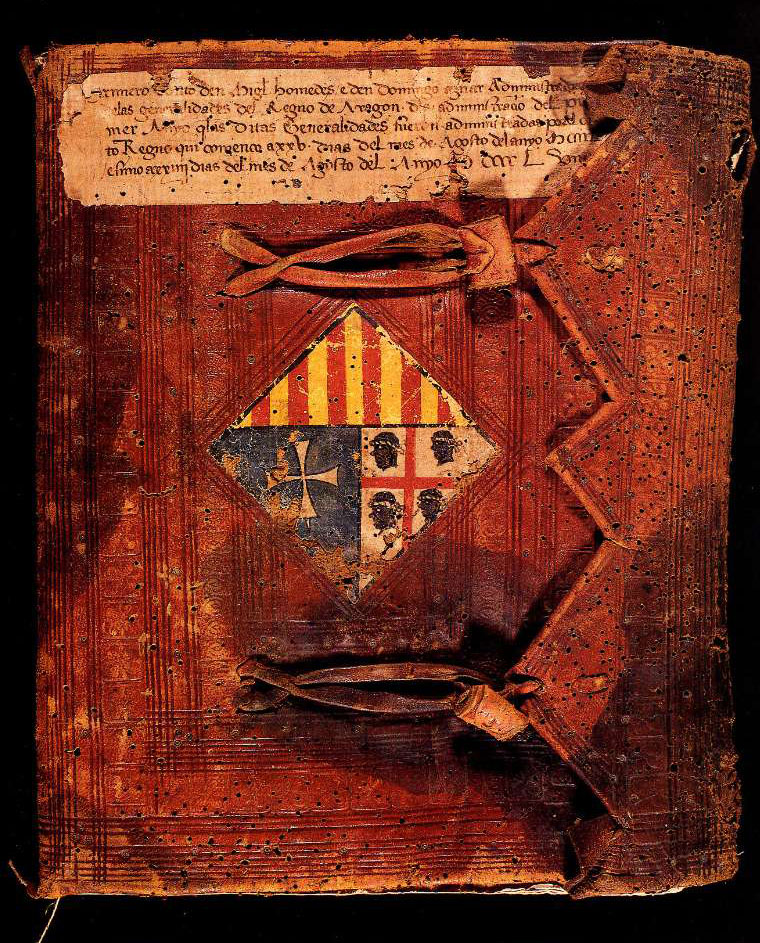
Libro de conto de hacia 1450 de la Generalidad de Aragón. Conservado en el Archivo de la Diputación Provincial de Zaragoza.

La Diputación del General del Reino de Aragón, Diputación del Reino de Aragón o Generalidad de Aragón fue una institución aragonesa vigente entre 1364 y 1708 cuya función era la representación por estamentos del Reino de Aragón en periodos entre Cortes ante el Rey de Aragón y el resto de los reinos peninsulares. Tenía a su cargo la intervención en asuntos internos y externos de dicho reino de carácter fiscal, administrativo y político y la salvaguarda y buen cumplimiento de los Fueros y Libertades.
La Diputación General de Aragón era una institución de poder permanente cuyo origen estuvo en la urgencia de Pedro IV de recaudar fondos ante las necesidades económicas causadas por la guerra de los dos Pedros (1356-1369), para lo que convocó en 1362 a Cortes en Monzón a los reinos de Aragón y Valencia y al principado catalán. En sus comienzos, pues, la Diputación del General respondió a las mismas funciones fiscales que las Generalidades homónimas catalana y valenciana, nacidas del propósito recaudatorio establecido a partir de la creación del Impuesto de las Generalidades, que comenzó a aplicarse en Aragón a partir de la Cort celebrada en Zaragoza en 1364.
Sin embargo, la institución llegó a ser muy pronto un órgano clave para la gestión de los recursos dedicados a la defensa del Reino, con atribuciones administrativas, políticas, militares y de representación del poder emanado de las Cortes por delegación. Permaneció en activo ininterrumpidamente desde el último tercio del siglo XIV hasta los Decretos de Nueva Planta para Aragón y Valencia promulgados en 1707.
Con el tiempo, llegó a funcionar de facto como gobierno propio del territorio aragonés dentro del conjunto de instituciones de la Corona de Aragón hasta su disolución. Ante este órgano colegiado juraban fidelidad a los fueros y observancias del reino los reyes de la Corona aragonesa y, posteriormente, de la española, hasta el advenimiento de los Borbones tras la guerra de sucesión española.

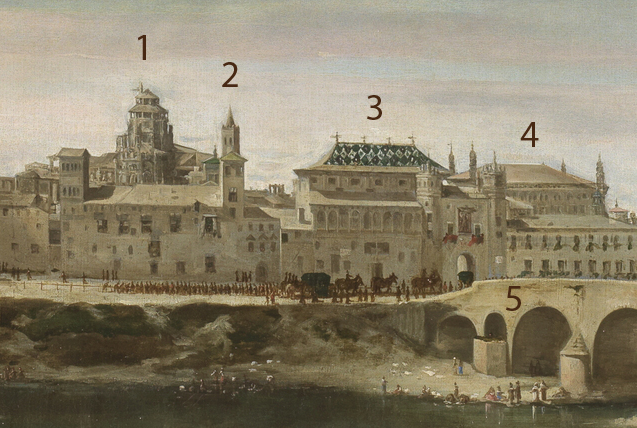
Detalle del cuadro Vista de Zaragoza en 1647, por J.B. Martínez del Mazo, a veces atribuido a su maestro, Velázquez. Los hitos representados corresponden a:
1 — Cimborrio de la Seo
2 — Torre mudéjar de la Seo
3 — Palacio de la Diputación del General del Reino de Aragón.
4 — Lonja
5 — Puente de piedra

Tuvo su sede en el Palacio de la Diputación del Reino, o «Casas del Reino», un edificio del gótico civil situado junto a la Puerta del Ángel, en la embocadura del Puente de Piedra, entre la Seo y la Lonja de Mercaderes, constituyendo el centro neurálgico político, económico, judicial y religioso de la ciudad y el reino. En su salón noble había una galería con los cuadros de todos los reyes de Aragón y albergaba el Archivo del Reino, que fue parcialmente destruido tras un pavoroso incendio de tres días durante los Sitios de Zaragoza, junto a gran parte del palacio. Algunos de los documentos salvados se conservan en el archivo de la Diputación Provincial de Zaragoza. Otra parte sigue desaparecida y en manos particulares como una subasta en 2017 puso en evidencia.

## Historia

### Orígenes
La Diputación del General del Reino de Aragón nace como una concesión del rey a las Cortes convocadas en 1362 en Monzón que tuvieron el objeto de hacer frente a las necesidades económicas y defensivas ocasionadas por la guerra frente a Pedro I de Castilla, conocida como Guerra de los dos Pedros. Para ello instituyó el impuesto de Generalidades que gravaban la exportación de mercancías, a imitación de la existente en Cataluña, para los reinos de Aragón y Valencia y creando, en contraprestación, un órgano independiente representativo emanado del poder de las Cortes (que nombraban en un primer momento a sus diputados), con atribuciones fiscales denominado Diputación del General, conocido por antonomasia en las posesiones del monarca como «Generalidad».
En sus orígenes su cometido era el de recaudar la tasa de Generalidad (llamada así porque era universal y afectaba a todos los estamentos, incluido el propio rey) y administrarla en orden a la defensa del Reino y sus Fueros. El gravamen afectaba a la fabricación de tejidos, al comercio exterior y, a partir de 1364, también a la importación y a las sisas sobre productos de primera necesidad.
Pese a que la tasa contó pronto (a partir de 1364) con la oposición del brazo de las ciudades, comunidades, villas y lugares (brazo «de las universidades») y del nobiliario, que se sintieron agraviados, las Cortes de Caspe, Alcañiz y Zaragoza de 1371–1372, ya tras la paz con Castilla, reforzarían la institución al garantizar la función de representación y mediación de dichos estamentos frente al rey y poder defender, así, sus propios intereses en los periodos entre Cortes.
De ese modo, a los poderes de administración de Hacienda y gestión de la defensa se añaden los de representación política e intervención en todo tipo de asuntos concernientes al Reino y a la defensa de sus leyes propias: Fueros, Libertades y Observancias. Además, los reinados de Juan I (1387–1396) y Martín I (1396–1410) contemplan el declive de la acción de las Cortes, reunidas solo en tres ocasiones durante este periodo para tratar asuntos que por lo demás no se ocuparon de políticas importantes. De ese modo, la Diputación del General o Generalidad se convirtió progresivamente en el órgano eficaz de gobierno para los asuntos de Aragón en cuanto a política interior y exterior.

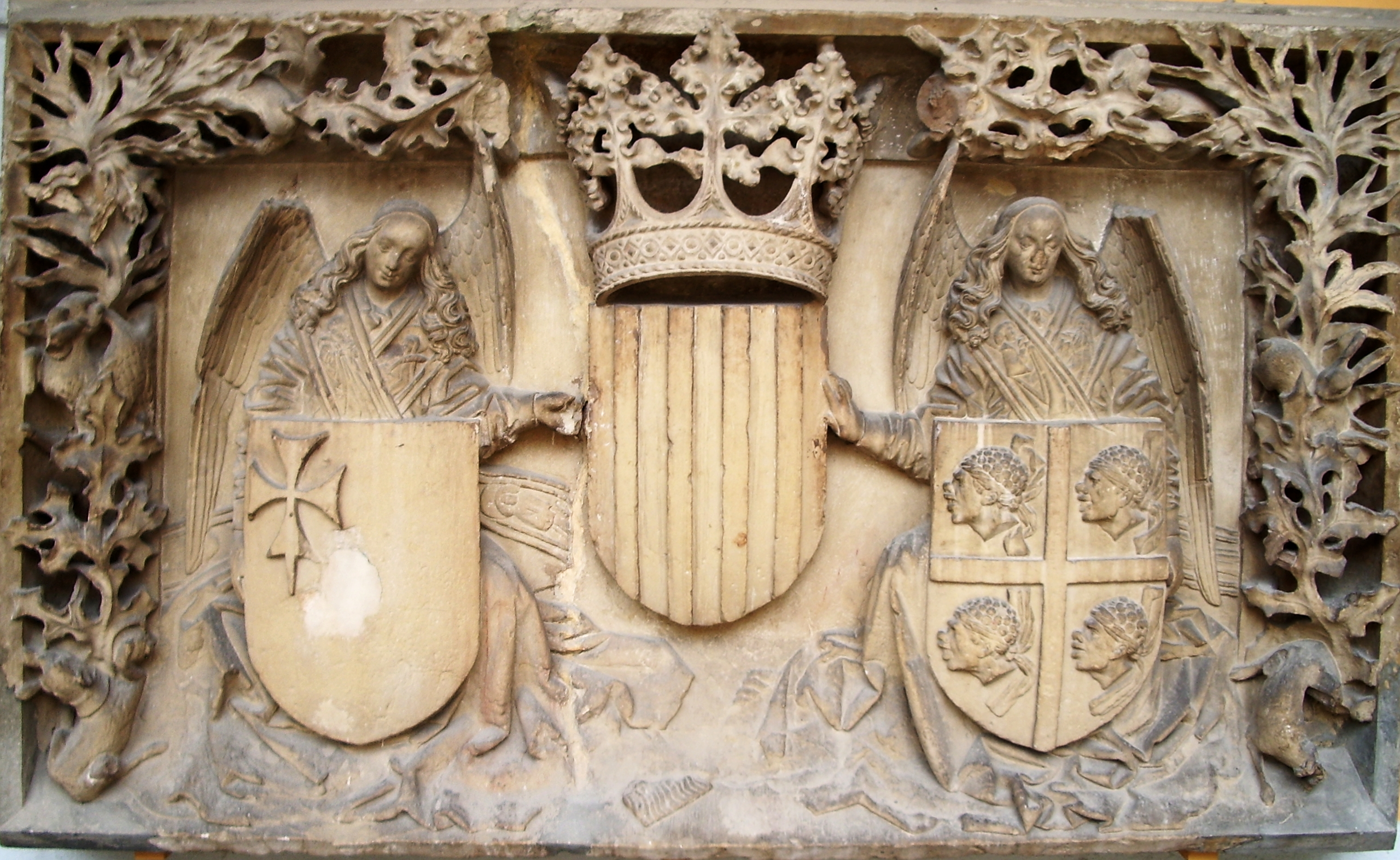
Escudos del desaparecido Palacio de la Diputación del General del Reino de Aragón (h. 1450), hoy custodiados en el Museo de Zaragoza.

### El esplendor delsigloXV
Con el advenimiento de la dinastía castellana de Trastámara tras el Compromiso de Caspe de 1412, aumentó la autoridad regia frente al poder de las Cortes. Sin embargo la Diputación General de Aragón se vio reforzada debido a la prolongada ausencia de Alfonso V de Aragón, que trasladó su corte al Reino de Nápoles, y su desinterés por la política de los territorios hispánicos de la Corona. Tan es así, que en las Cortes de Alcañiz de 1436 reunidas por Alfonso V para pedir ayuda ante lo delicado de la situación en Italia, tuvo que ceder a la Diputación la representación del Reino y la capacidad para intervenir en asuntos políticos de la máxima importancia. La Generalidad obtuvo además la liberación de la dependencia de las Cortes, órgano que hasta entonces elegía sus miembros, para instituir un proceso nuevo de elección mediante el nombramiento de miembros de los cuatro brazos estamentales por un complejo procedimiento de insaculación.
Para elegir a los diputados se estableció desde el «reparo» (o reforma) de 1436 un procedimiento por el cual se introducían en dos bolsas por cada brazo (ricoshombres, eclesiásticos, caballeros e infanzones, y universidades o brazo cívico) los nombres —sin consignar su dignidad o cargo— de los representantes de cada uno de los estamentos sociales con derecho a ser insaculados, según la distribución de la tabla aneja. Luego, la mano inocente de un niño de diez años procedía a extraer una bolita de cera o redolino que contenía el nombre del elegido, haciendo un total de ocho diputados cuyo mandato era anual.
| Brazo eclesiástico | Brazo de nobles o ricoshombres                                                                                              | Brazo de caballeros e infanzones                                                                        | Brazo de universidades Representantes de ciudades, villas y comarcas. |
| --- | --- | --- | --- |
| - Bolsa de prelados Arzobispo, Castellán de Amposta, obispos, abades, priores y comendadores.                                  | - Bolsa de ricoshombres Los once linajes de mayor rango de la aristocracia aragonesa.                                       | - Bolsa de caballeros Cuarenta y un representantes de la nobleza.                                       | - Bolsa de Zaragoza Cuarenta y siete ciudadanos «honrados» principales e influyentes de la capital del reino. |
| - Bolsa de capitulares Miembros de los cabildos catedralicios y colegiatas. Sesenta representantes de capítulos eclesiásticos. | - Bolsa de segundogénitos Quince nobles segundones de los linajes aristocráticos o "nobles de natura" en fase de promoción. | - Bolsa de infanzones Anteriormente denominados "escuderos". Ochenta representantes de la baja nobleza. | - Bolsa cívica (Turno de una cada tres años) * Bolsa de ciudades 67 insaculados con la siguiente distribución: Huesca, Calatayud y Tarazona: 10 insaculados por ciudad. Teruel: 9. Albarracín: 8. Daroca y Jaca: 6. Barbastro y Borja: 4. * Bolsa de villas 44 insaculados con la siguiente distribución: Monzón: 9 representantes insaculados. Tamarite: 7. Alagón y Fraga: 5 por cada villa. Alcañiz y Montalbán: 4. Sariñena: 3. Aínsa, Almudévar y Magallón: 2. Canfranc: 1. * Bolsa de comunidades 37 insaculados con la siguiente distribución: Comunidad de aldeas de Calatayud: 13 representantes. Comunidad de aldeas de Daroca y Comunidad de aldeas de Teruel: 12 cada una. |

En la segunda mitad del siglo XV, y hasta el reinado de Fernando II de Aragón, la Diputación del Reino se ocupó del mantenimiento del orden, dirimía las disputas entre los distintos estamentos y controlaba la institución del Justicia nombrando a sus lugartenientes. El rey no podía promulgar leyes sin el consentimiento de las Cortes, o en su ausencia, de la Diputación, y el monarca debía jurar que las medidas aprobadas por la Diputación serían aplicadas y su cumplimiento vigilado por esta institución permanente. De este modo se convierten en un elemento de independencia frente a la Corona que fue respetado hasta que las necesidades económicas y políticas de la expansión de los siglos XVI y XVII obligara al rey a intervenir directamente en las decisiones del Reino e imponer su autoridad finalmente sobre sus instituciones.
Ya el rey Fernando II, en su afán centralizador, implantó en Aragón el Tribunal del Santo Oficio de la Inquisición y designó en 1482 al catalán Juan Ramón Folc IV, conde de Prades, Cardona y Pallars y hombre de confianza del rey, como Lugarteniente General del Reino, dando lugar a lo que se conoce como Pleito del virrey extranjero, pues solo un natural del reino podía ostentar el cargo de Lugarteniente General. Además, y pese a que no pudo introducir a la figura del corregidor como se hizo en Castilla, redujo la independencia del brazo de las universidades designando la lista de candidatos en función de la fidelidad a su persona, que por otra parte, se reservaba la posibilidad de ordenar la revisión del procedimiento electivo. Las ciudades, a cambio de aceptar la designación del candidato por el rey, recibían mejoras en la administración, el comercio y la concesión de créditos.
Todas estas medidas supusieron instrumentos efectivos de consolidación del mando regio en detrimento de la Diputación, si bien tanto la institución, así como las Cortes mantuvieron sus privilegios sin que Fernando el Católico emprendiera ninguna reforma estructural, extremo este que no se daría hasta 1592, tras el estallido del conflicto de competencias con Felipe II.

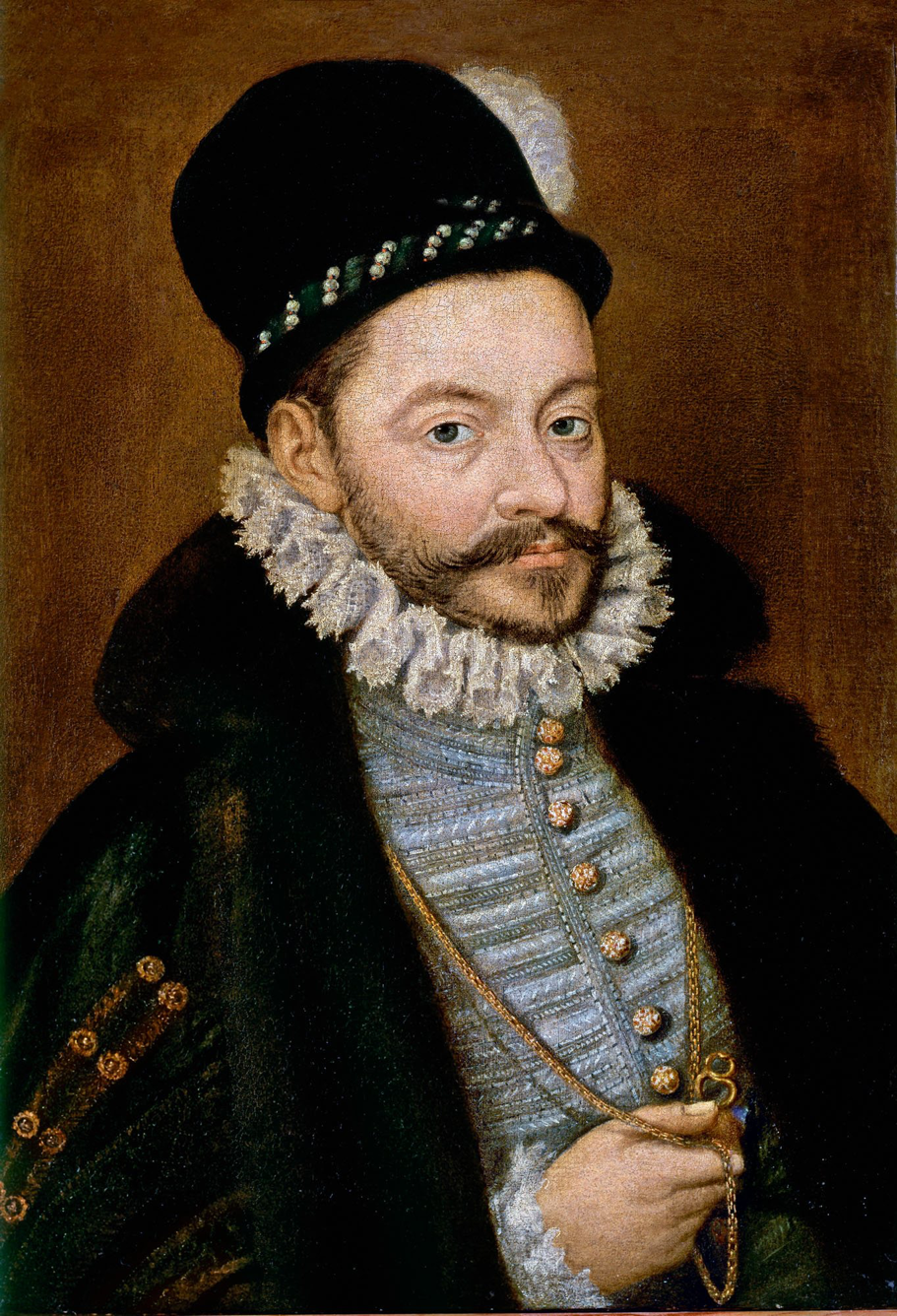
Antonio Pérez, secretario de Felipe II, que se acogió al Fuero de Aragón gracias a su ascendencia aragonesa durante las Alteraciones de Aragón.

### Los conflictos de competencias delsigloXVI
La merma del poder efectivo de la Generalidad se acentuó con la llegada al trono de Carlos de Gante, pues los diputados aragoneses reconocían como reina a su madre Juana I de Castilla, y pretendían que esta debía jurar los fueros, libertades, usos y costumbres del reino antes que su hijo, que lo debía hacer, en vida de su progenitora, en calidad de príncipe. Una de las embajadas enviadas por los diputados, incluso, fue detenida por orden de Carlos I. El conflicto solo se apaciguó tras la intervención de Antonio Agustín, Vicecanciller del Consejo de Aragón (el padre del conocido polígrafo) aceptando la fórmula de un corregnado simultáneo de Carlos y su madre.
Este episodio iba a ser un adelanto de las continuas tensiones que se dieron en el siglo XVI entre los encontrados ámbitos de poder del monarca y la jurisdicción del General de Aragón. El conflicto de competencias se haría visible con su crisis más aguda: las Alteraciones de Aragón de 1591, en las que Felipe II hizo intervenir al ejército imperial tras la rebeldía del gobierno aragonés al considerar desafuero la detención en el Palacio de la Aljafería, sede de la Inquisición, de Antonio Pérez, antiguo secretario real, que se acogió, en virtud de su ascendencia aragonesa, al Fuero de este reino ante la orden de captura que pesaba sobre él.
Las represalias de Felipe II para con la Generalidad fueron muy duras, ejecutando a uno de sus diputados, Juan de Luna y deteniendo a otros dos. Además, el 8 de febrero de 1592 el rey suprimía las competencias de la Diputación en materia de Defensa y Guarda del Reino, que velaba por la seguridad de las rutas comerciales y el control fronterizo. Asimismo, ordenó el secuestro de las actas de la Diputación y les exigía una reparación consistente en devolver los ingresos empleados en la convocatoria para reunir un ejército aragonés que pudiera oponerse a las tropas imperiales, tasada en 700.000 libras jaquesas, cantidad que dejó endeudado al reino. De ahora en adelante, la Diputación del General no podría

convocar a ninguna ciudad, villa, ni lugar del Reyno para que se junten (...) sin deseo expreso de Su Majestad, si no fuere para cosas tocantes a las Generalidades (...)

Esto es, para la función original de administración de la Hacienda para la que la institución fue creada en el siglo XIV. Este «reparo» fue ratificado en las Cortes de Tarazona de 1592. A partir de ellas la Diputación no podía disponer de la recaudación obtenida del impuesto de Generalidades, limitándose a ser un mero elemento de la administración.

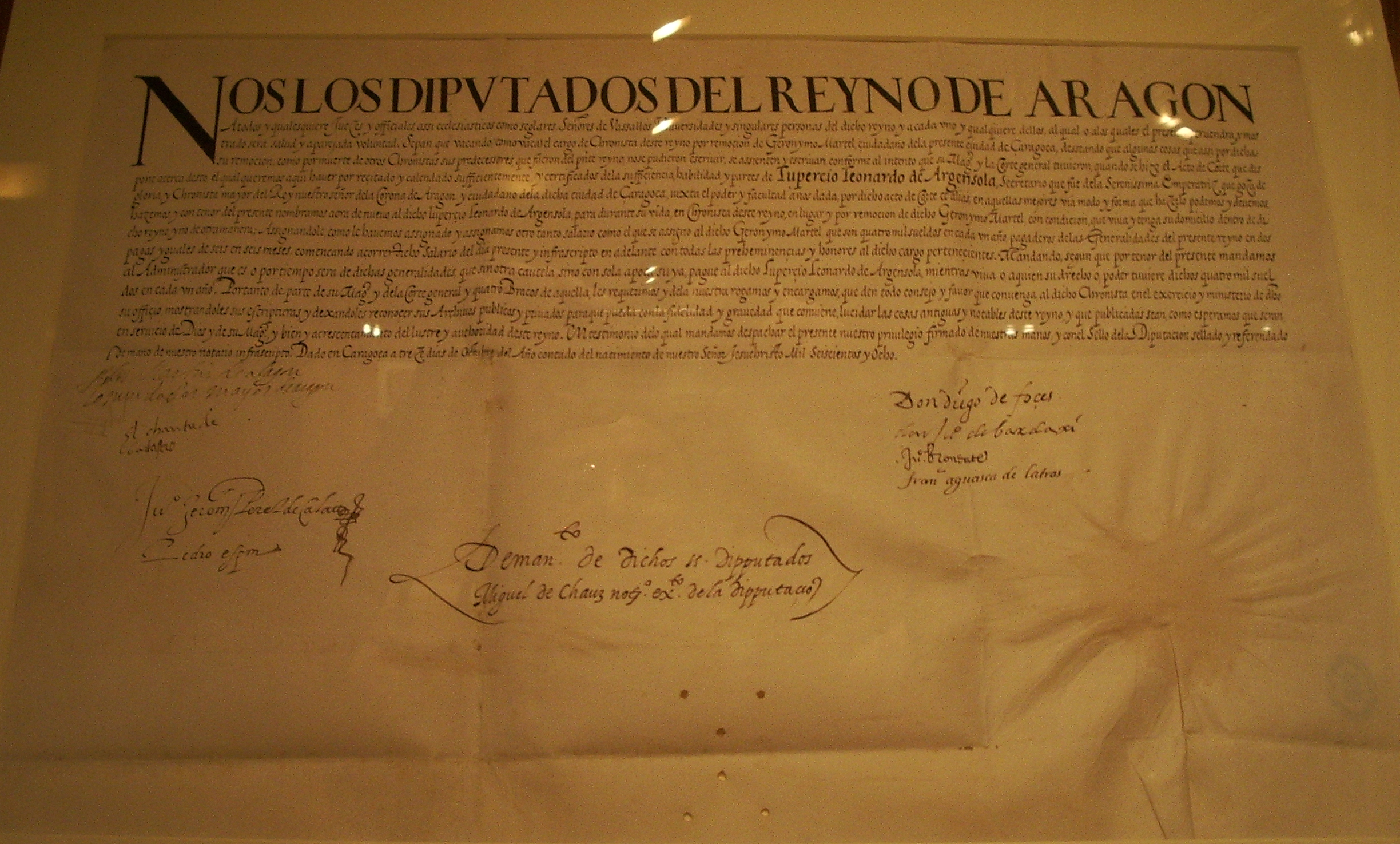
Los Diputados de la Generalidad del Reino de Aragón publican el nombramiento de Lupercio Leonardo de Argensola como Cronista del Rey de Aragón, con una asignación de cuatro mil sueldos anuales a cargo del Impuesto de Generalidades. 13 de octubre de 1608.

### ElsigloXVII: la decadencia de la institución
En adelante la Diputación se preocupó de mantener viva la llama de las instituciones y de la existencia de una clase dirigente en Aragón, manifestada en una ingente labor de literatura jurídica e histórica sobre las peculiaridades propias. Así, se procedió desde 1601 a la organización del Archivo del Reino de Aragón y se promovió la escritura de obras históricas por parte de los Cronistas de Aragón, entre los que destacan Lupercio Leonardo de Argensola con su Información de los sucesos de Aragón de 1590 y 1591, en que se advierten los yerros de algunos autores... y la obra de su hermano Bartolomé Leonardo de Argensola Alteraciones populares de Zaragoza del año 1591, escritas para contrarrestar la versión filipina de los hechos; o los Anales de Juan Costa y Jerónimo Martel, testigos presenciales y cronistas del Reino, que fueron no obstante destruidos por la censura regia.
También emprende la Diputación la cartografía del reino, encomendada al portugués Juan Bautista Lavaña y un Ceremonial y breve relación de todos los cargos y cosas ordinarias de la Diputación del Reino de Aragón, a cargo de su Teniente de Alcaide, Lorenzo Ibáñez de Aoiz. Ambas obras fueron concluidas en 1611. Por otro lado, la Diputación ordenó quemar la Historia de las cosas sucedidas en este Reyno en seis volúmenes del castellano Antonio de Herrera porque «en dichas Crónicas se decían muchas cosas contrarias a la verdad» y se encomendó a Vicencio Blasco de Lanuza la redacción de unas Historias eclesiásticas y seculares de Aragón, cuyo segundo volumen, que trataba los graves sucesos recientemente ocurridos, fue publicado en 1619, tres años antes que el primero, lo que da idea de la intención de responder a la visión de Herrera.

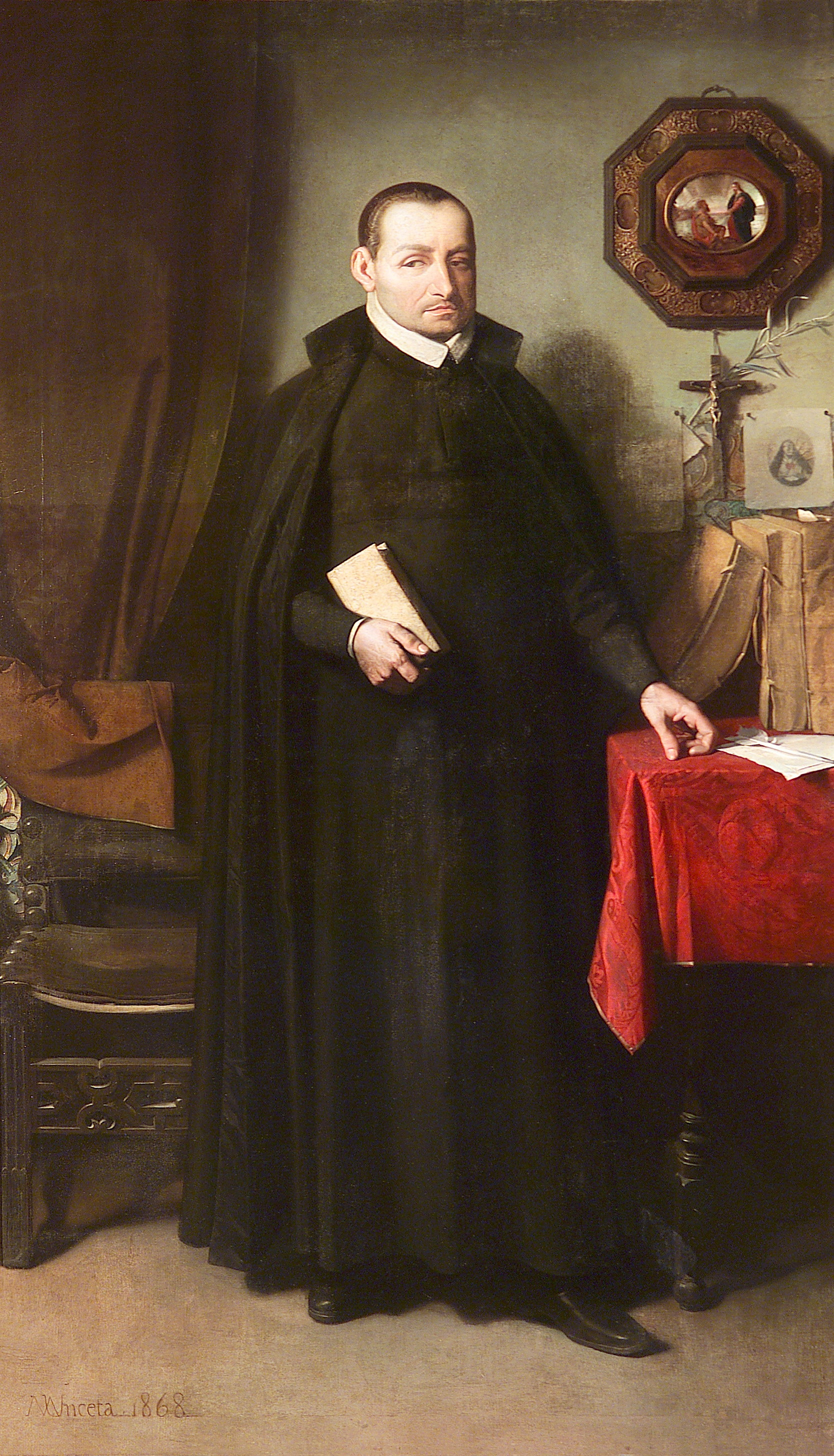
El autor de Alteraciones populares de Zaragoza del año 1591, Bartolomé Leonardo de Argensola, trató de contrarrestar con esta obra la versión de los hechos ofrecida por la historiografía filipina.

Durante todo el siglo XVII, y a partir del reinado de Felipe III la Diputación se vio reducida a una labor de colaboración en armas, hombres y recursos económicos a las demandas acuciantes de la Monarquía Hispánica y al proyecto centralizador de la Unión de Armas, especialmente a partir de 1640 tras la sublevación de Cataluña y Portugal. La urgencia de las necesidades del Imperio llevó a la monarquía de Felipe IV a obviar los procedimientos forales en numerosas ocasiones sin que la Diputación pudiera oponerse debido a la especial coyuntura bélica y al escaso poder que a mediados del siglo XVII podía esgrimir la institución aragonesa ante estos desafueros.
A partir de estos años Aragón colaboró en la medida de sus posibilidades con la política internacional y por la integridad territorial al servicio de la política del Conde-Duque de Olivares. La aportación aragonesa, sin embargo, fue decreciendo en consonancia con la debilidad económica que en este siglo sufrió el Reino, lo que se refleja en las cifras de sus aportaciones a la política española. En 1626 se estableció un servicio de 144.000 libras al año para contribuir a la Unión de Armas y en 1640 una congregación extraordinaria de la Diputación fue capaz de aportar una leva de 4.800 hombres durante tres años consecutivos que se ocuparon de la defensa de Aragón ante el avance franco-catalán. Sin embargo, en 1678 tuvo dificultades para reunir un servicio de 56.412 libras jaquesas destinado al mantenimiento de dos Tercios de 750 hombres. En 1687 el servicio hubo de reducirse a 33.500 libras anuales y un solo Tercio. Baste como ejemplo decir que hacia 1650 la villa de Caspe (una de las más ricas y extensas del Reino) debía más de 230.000 libras en diversos conceptos. Las inmensas cargas que necesitaba la política de los Austrias eran muy superiores a las que un empobrecido Aragón, pese a su voluntad colaborativa, podía mantener.
Los gastos corrían a cargo del impuesto de Generalidades, devengados los gastos ordinarios del pago de oficiales y otros servicios de la Administración del Reino, es decir, se utilizaba el excedente dedicado desde sus inicios a la financiación de la defensa. Pues bien, en ese año de 1687 los diputados, para reunir las más de treinta mil libras jaquesas, hubieron de gravar con un nuevo impuesto el estanco de tabaco y el arriendo de sal. En 1693, tras la invasión de Cataluña por el ejército francés, la Diputación no pudo reunir ni siquiera un tercio de combate de 600 infantes, que quedó en menos de doscientos hombres, por lo que Carlos II pidió un esfuerzo al Brazo de Universidades, es decir, a ciudades, villas y comunidades, para completar el tercio con la aportación de un hombre armado por cada cincuenta vecinos, sin que pudiera ser llevado a cabo dado el estado de postración a que las poblaciones aragonesas habían llegado a finales del siglo XVII. En 1698 el Consistorio, agotados todos sus recursos, escribía al rey:

que hallándose en este año el Reyno, por la calamidad de los tiempos, con suma esterilidad de todo género de frutos, están los puertos, Universidades y particulares imposibilitados a nuevas contribuciones, y más habiendo sido los donativos voluntarios destos años tan repetidos que han contraído por causa dellos algunas Universidades nuevas obligaciones, que todavía están por pagar.

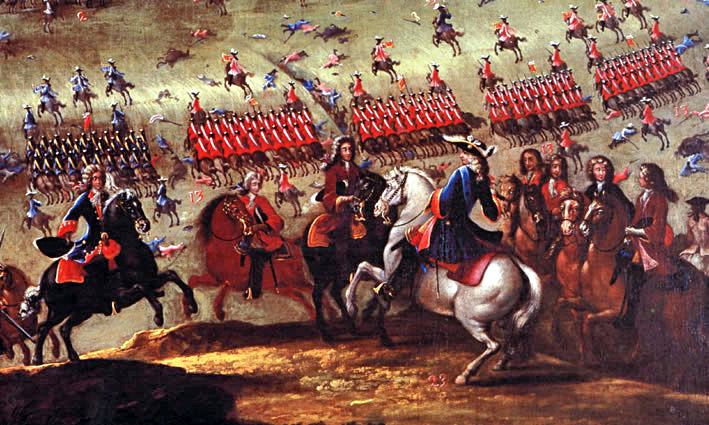
Detalle de la Batalla de Almansa en 1707, óleo de Buonaventura Ligli conservado en el Museo del Prado.

Tras languidecer la potencia de la institución, exánime ante el esfuerzo exigido por los apremios de la política de los últimos Austrias, la institución vería su fin definitivo al alinearse durante la guerra de sucesión española con la pretensión al trono del Archiduque de Austria, coronado como Carlos III en junio de 1706 en Madrid. El último día de ese mes todos los diputados proclamaban en solemne acto público a Carlos como rey de Aragón, con la única oposición de Miguel de Sada y Antillón, que huyó al Reino de Navarra, bastión de la Casa de Borbón. En 1707, el pretendiente Carlos III otorgaba a los diputados de Aragón el título de Grandes de España en par de igualdad con el que disfrutaban los del consistorio castellano, pero, tras la batalla de Almansa de abril de 1707 el nuevo rey Felipe V declaraba «abolidos y derogados todos los referidos fueros, privilegios, prácticas y costumbres hasta aquí observadas en los referidos reinos de Aragón y Valencia» en los Decretos de Nueva Planta. La Diputación del General del Reino de Aragón se disuelve definitivamente entre el 11 de enero y el 15 de febrero de 1708.

### Intentos de recuperación. La Diputación General de Aragón de la democracia
Desde 1708 ha habido varios intentos de recuperar la institución como órgano de gobierno de Aragón. Tras la reforma borbónica, las funciones recaudatorias de la extinta Diputación pasaron a ser desempeñadas por la Junta del Real Erario, integrada por dos representantes de cada uno de los antiguos brazos estamentales de eclesiásticos, nobles y universidades (ciudadanos).

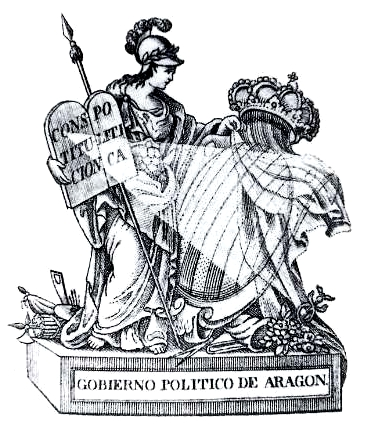
Emblema alegórico del Gobierno Político de Aragón del Trienio Liberal (1820). La Constitución Política ilumina un escudo de Aragón con corona real cerrada.

A comienzos de 1808, en una reacción de carácter foral contra la invasión napoleónica, volvieron a instituirse por un breve tiempo las Cortes, que a su vez crearon una Junta (con atribuciones similares a la Diputación) compuesta por tres miembros de cada uno de los tradicionales brazos.
Más tarde, con el Trienio Liberal (1820–1823) fue de nuevo creada una Diputación Provincial de Aragón al amparo de la Constitución de 1812 en mayo de 1821, que fue el primer precedente de la Diputación Regional de Aragón prevista en los anteproyectos de estatutos de autonomía de 1931 y 1936 (el conocido como estatuto de Caspe), y que tuvo continuidad en la actual Diputación General de Aragón democrática.
Tras la dictadura franquista se aprueba el 30 de octubre de 1977 el anteproyecto del Real Decreto-Ley de Autonomía Provisional de Aragón en el que se preveía como órgano ejecutivo una Diputación General de Aragón, cuyo nombre aludía a la histórica institución de gobierno.
Una vez aprobado el documento de régimen preautonómico para la comunidad autónoma de Aragón (RDL 8/1978 de 17 de marzo) se dispuso en su artículo tercero:

Se instituye la Diputación General de Aragón como órgano de gobierno de Aragón, que tendrá personalidad jurídica plena en relación con los fines que se le encomienden.

Cuatro años más tarde, con la aprobación el 10 de agosto de 1982 de la Ley Orgánica del Estatuto de Autonomía de Aragón, se fundamentaba definitivamente con el rango legal máximo a la Diputación como órgano parlamentario ejecutivo del Gobierno de Aragón, que ha completado desde entonces hasta la fecha varias legislaturas al amparo del marco establecido por la Constitución española de 1978, de modo que, sin olvidar el pasado, la institución ha desempeñado hasta nuestros días las funciones propias del gobierno autonómico.